# Una sola China
Una sola China (en chino tradicional: 一個中國) es una frase que describe la relación entre la República Popular China (RPC), con sede en China continental, y la República de China (ROC), con sede en el área de Taiwán. «Una sola China» afirma que solo existe una nación china de iure, a pesar de la división de facto entre los dos gobiernos rivales tras la guerra civil china. El término puede referirse, en orden alfabético, a uno de los siguientes conceptos:
- La política de una sola China (en chino tradicional: 一個中國政策) se refiere a una política de ambigüedad estratégica de Estados Unidos con respecto a Taiwán.[1] En un comunicado conjunto de 1972 con la RPC, Estados Unidos «reconoce que todos los chinos de ambos lados del estrecho de Taiwán sostienen que solo hay una China y que Taiwán es parte de China» y «no cuestiona esa posición».[2] Reafirma el interés de EE. UU. en una solución pacífica de la cuestión de Taiwán.[3] Los Estados Unidos mantienen relaciones formales con la República Popular China, reconocen a esta última como el único gobierno legal de China y, al mismo tiempo, mantienen sus relaciones no oficiales con Taiwán, sin adoptar una posición oficial sobre la soberanía taiwanesa.[4][5][6] EE. UU. «reconoce», pero no «respalda», la posición de la República Popular China sobre Taiwán,[7][8] y considera que el estatus político de Taiwán es «indeterminado».[9]

- - A nivel internacional, también puede referirse a la postura de muchos otros países. Por ejemplo, «el comunicado conjunto de 1972 de Australia y la República Popular China reconoció al Gobierno de la República Popular China como el único gobierno legal de China y reconoció la posición de la República Popular China de que Taiwán era una provincia de la República Popular China»,[10] pero «no apoya ni se opone a la posición de la República Popular China» sobre la cuestión.[11] Mientras que algunos países, como el Reino Unido, Canadá, Australia y Japón, al igual que EE. UU., reconocen pero no aceptan la reivindicación de la República Popular China, los comunicados de otros, como Israel, Panamá y Gambia, coinciden con la interpretación de la República Popular China.[12]

- El principio de una sola China (en chino simplificado: 一个中国原则) es la posición defendida por la República Popular China (RPC) y el Partido Comunista Chino (PCCh) en el poder, según la cual solo existe un Estado soberano con el nombre de China, en el que la RPC sustituye a la ROC[13] y actúa como único gobierno legítimo de esa China, y Taiwán es una parte inalienable de China.[14][12] Se opone a la idea de que existan dos Estados con el nombre de «China», la República Popular China (RPC) y la República de China (ROC), así como a la idea de que China y Taiwán formen dos países separados.[15]

- Una sola China con interpretaciones respectivas se refiere a la interpretación del Consenso de 1992 afirmada por el partido político entonces gobernante de la República de China, el Kuomintang (KMT), según la cual tanto la República Popular China como la República de China habían acordado que existe una sola «China», pero no se ponían de acuerdo en si «China» está representada por la República Popular China o por la República de China.[16][17] Esta interpretación del Consenso de 1992 no ha sido aceptada por la República Popular China.[18][19] El Partido Progresista Democrático (PDP), el otro partido importante de la política de la República de China, nunca ha reconocido la existencia del Consenso de 1992 y también ha rechazado cualquier afirmación de que ambos lados del Estrecho de Taiwán sean «una sola China».[20] Lee Teng-hui, presidente de la República de China por el KMT en aquel momento, afirmó que no se había alcanzado ningún consenso en 1992 y que las afirmaciones contrarias eran «tonterías», y que el término era «algo que el expresidente del Consejo de Asuntos Continentales, Su Chi (蘇起), inventó para apaciguar al KMT en la década de 2000», lo que Su reconoció en 2006.[21]

Después de que el Partido Comunista Chino (PCCh) derrotara al Kuomintang (KMT) en la guerra civil china y la posterior retirada de la República de China a Taiwán, el PCCh estableció la República Popular China en China continental, mientras que la República de China gobernaba Taiwán y varias islas periféricas. Durante este tiempo, ambos gobiernos continuaron reivindicando su legitimidad como gobierno de toda China. El KMT designó legalmente al Partido Comunista Chino como «grupo rebelde». Inicialmente, el reconocimiento internacional de ambos estaba dividido, pero la mayoría de los países comenzaron a reconocer a la República Popular China por encima de la República de China en la década de 1970, incluido Estados Unidos en 1979. El lenguaje de la política de «una sola China» de Estados Unidos surgió por primera vez en su comunicado conjunto de 1972 con la República Popular China.
Bajo la presidencia de Lee Teng-hui en la década de 1990, se aprobaron los artículos adicionales de la Constitución de la República de China, que transformaron efectivamente Taiwán de un Estado unipartidista en una democracia y limitaron los derechos civiles y políticos de los ciudadanos de la «zona libre» (el área bajo su control de facto, que comprende los grupos de islas de Taiwán, Penghu, Kinmen, Matsu y algunas islas menores), pero no modificaron el lenguaje relativo a las reivindicaciones territoriales o al territorio nacional.
Aunque las enmiendas constitucionales de 1991 localizaron la gobernanza en la «zona libre», la Constitución de 1947 sigue reivindicando toda China como territorio de la República de China, en consonancia con la postura original del Kuomintang (KMT) de «una sola China». La Constitución define el territorio de la República de China como el que abarca toda China, basándose en sus «fronteras nacionales existentes» en el momento de su adopción (artículo 4), y afirma que la República de China es el gobierno legítimo de toda China, y no solo de Taiwán. Esta postura constitucional respalda la visión histórica del KMT, creando una desconexión jurídico-política bajo el gobierno del Partido Democrático Progresista (PDP). A pesar de su dominio político, el DPP no ha modificado legalmente la Constitución para redefinir formalmente a Taiwán como una nación independiente ni ha cambiado las fronteras nacionales para excluir el continente. Este punto muerto refleja una división entre los partidos: los partidos de la coalición Pan-Azul (incluido el Kuomintang) se adhieren al principio de «una sola China con interpretaciones respectivas», mientras que los partidos de la coalición Pan-Verde (incluido el Partido Democrático Progresista) lo rechazan. Mientras tanto, la República Popular China ha mantenido su principio de «una sola China».

## Antecedentes

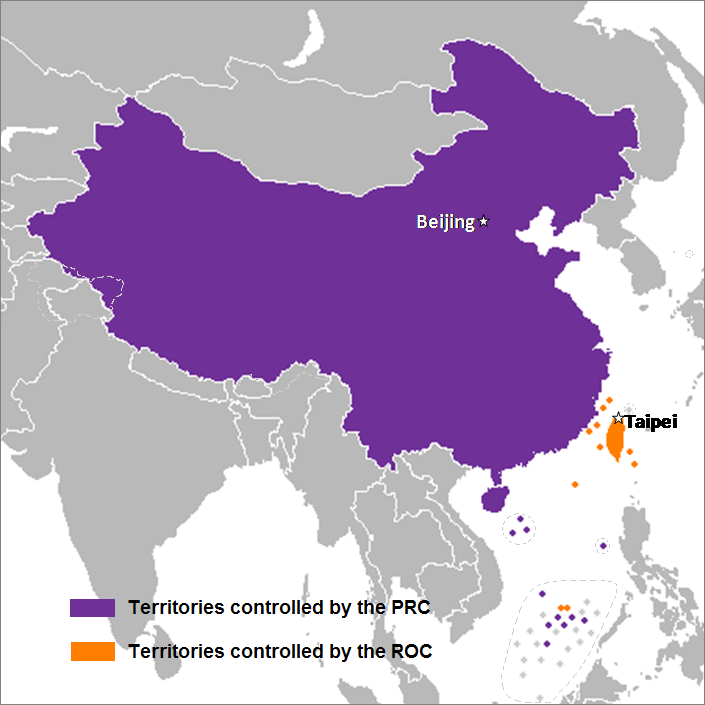
Territorio controlado por la República Popular China (violeta) y la República de China (naranja). El tamaño de las islas menores se ha exagerado en este mapa para facilitar su identificación.

Antes de principios del siglo XVII, Taiwán estaba habitado principalmente por aborígenes taiwaneses, pero la demografía comenzó a cambiar con las sucesivas oleadas de migración china han. Taiwán fue puesto por primera vez bajo el control de la Compañía Neerlandesa de las Indias Orientales (1624-1662), principales impulsores de la inmigración han, y el control del Imperio español (1626-1642, sólo en el norte de Taiwán). Zheng Chenggong (Koxinga), un leal a la dinastía Ming, ocupó Taiwán en 1662 como el Reino de Tungning, antes de ser incorporado por la dinastía Qing en 1683. También fue gobernado por el Imperio del Japón durante medio siglo (1895-1945), mientras que Francia dominó brevemente el norte de Taiwán en 1884-1885.
Fue una prefectura periférica de la provincia de Fujian bajo el gobierno manchú Qing de China desde 1683 hasta 1887, cuando se convirtió oficialmente en una provincia separada de Fujian-Taiwán. Taiwán siguió siendo una provincia durante ocho años hasta que fue cedida a Japón en virtud del Tratado de Shimonoseki en 1895.
Mientras Taiwán permaneció bajo control japonés, la dinastía Qing fue derrocada y la Primera y Segunda República de China (RDC) se establecieron desde el régimen de Beiyang hasta el Kuomintang (KMT) a partir de 1928.
Después de las ceremonias de rendición japonesa de octubre de 1945 en Taipéi, la capital de la provincia de Taiwán, Taiwán se convirtió una vez más en el sistema de gobierno de China durante el período de ocupación militar. En 1949, después de perder el control de la mayor parte de China continental después de la guerra civil china, y antes de que los tratados de paz de la posguerra entraran en vigor, el gobierno de la República de China bajo el KMT se retiró al Taiwán ocupado. Chiang Kai-shek declaró la ley marcial. Se ha argumentado que Japón renunció formalmente a todos los derechos territoriales de Taiwán en 1952 en el Tratado de Paz de San Francisco, pero ni en ese tratado ni en el tratado de paz firmado entre Japón y China se otorgó la soberanía territorial de Taiwán a la República de China.  Los tratados dejaron el estatus de Taiwán, según lo gobernado por la República de China o la República Popular China, deliberadamente vago, y la cuestión de la soberanía legítima sobre China es la razón por la que China no fue incluida en el Tratado de Paz de San Francisco. Este argumento no es aceptado por quienes consideran que la soberanía de Taiwán ha sido legítimamente devuelta a la República de China al final de la guerra. Algunos argumentan que la República de China es un gobierno en el exilio, mientras que otros sostienen que es un estado residual.
El gobierno de la República de China todavía gobierna Taiwán, pero se transformó en un estado libre y democrático en la década de 1990 después de décadas de ley marcial. Durante este período, el estatus legal y político de Taiwán se ha vuelto más controvertido, con más expresiones públicas de sentimientos de independencia de Taiwán, que anteriormente estaban prohibidos.

## Puntos de vista dentro de Taiwán
Dentro de Taiwán, existe una distinción entre las posiciones del Kuomintang (KMT), el Partido Democrático Progresista (DPP) y el Partido Popular de Taiwán (PPT).
El Kuomintang sostiene el "principio de Una sola China" y sostiene que, según la Constitución de la República de China (aprobada por el gobierno del Kuomintang en 1947 en Nankín), la República de China tiene soberanía sobre la mayor parte de China, incluidas, según su interpretación, tanto la China continental como Taiwán. Después de que el Partido Comunista de China expulsó a la República de China en la guerra civil china de la mayor parte del territorio chino en 1949 y fundó la República Popular China, el gobierno nacionalista chino de la República de China, que todavía controlaba a Taiwán, continuó reclamando legitimidad como gobierno de toda China. Bajo el expresidente Lee Teng-hui, se agregaron artículos adicionales a la constitución de la República de China en 1991 para que se aplicara de manera efectiva solo al área de Taiwán. El Kuomintang proclama una forma modificada del principio de "Una China" conocido como el "Consenso de 1992". Bajo este "consenso", ambos gobiernos "están de acuerdo" en que hay un solo estado soberano que abarca tanto a China continental como a Taiwán, pero no están de acuerdo sobre cuál de los dos gobiernos es el gobierno legítimo de este estado. El expresidente de la República de China, Ma Ying-jeou, había reafirmado sus reclamos sobre China continental hasta el 8 de octubre de 2008.
EL Partido Popular de Taiwán se presenta como una vía intermedia entre las posturas del PPD y del KMT, subrayaba la importancia de coexistir con el enemigo por lo que sus políticas se parecen más a las del KMT.
El Partido Democrático Progresista no está de acuerdo con el "principio de Una China" tal como lo define el KMT. En cambio, tiene una interpretación diferente y cree que "China" se refiere solo a la República Popular China y afirma que Taiwán y China son dos países separados, por lo tanto, hay un país en cada lado y "una China, un Taiwán". La posición del DPP es que el pueblo de Taiwán tiene derecho a la autodeterminación sin coerción exterior. La actual presidenta Tsai Ing-wen se niega a afirmar el consenso de 1992.
El principio de Una China de la República Popular China enfrenta la oposición de los partidarios del movimiento independentista de Taiwán, que presiona para establecer la "República de Taiwán" y cultivar una identidad separada aparte de China llamada "Taiwánización".

## Posiciones legales

Mapa del territorio que reclamó el gobierno del Kuomintang de la República de China después de retirarse a Taiwán

Ni el gobierno de la República de China ni el de la República Popular China reconocen al otro como un gobernante nacional legítimo.

### República Popular China (RPC)
- Preámbulo de la Constitución de la República Popular China.

Taiwán es parte del territorio sagrado de la República Popular China. Es un noble deber de todo el pueblo chino, incluidos nuestros compatriotas en Taiwán, cumplir la gran tarea de reunificar la patria.[49]
- Ley antisecesión de la República Popular China:

Artículo 2:
Solo hay una China en el mundo. Tanto el continente como  Taiwán pertenecen a Una sola China. La soberanía y la integridad territorial de China no admiten división. Salvaguardar la soberanía y la integridad territorial de China es una obligación común de todo el pueblo chino, incluidos los compatriotas de Taiwán.
Taiwán es parte de China. El estado nunca permitirá que las fuerzas secesionistas "independencia de Taiwán" hagan que Taiwán se separe de China bajo cualquier nombre o por cualquier medio.[50]

Artículo 5:

Mantener el principio de Una sola China es la base de la reunificación pacífica del país.
Reunificar el país por medios pacíficos sirve mejor a los intereses fundamentales de los compatriotas de ambos lados del Estrecho de Taiwán. El Estado hará todo lo posible con la máxima sinceridad para lograr una reunificación pacífica.
Una vez que el país se reunifica pacíficamente, Taiwán puede practicar sistemas diferentes a los del continente y disfrutar de un alto grado de autonomía.[50]

### República de China (RDC)
- Artículo 4 de la  Constitución (Efectivo de 1948 a 2000):

"El territorio de la República de China de acuerdo con sus fronteras nacionales existentes no será alterado excepto por resolución de la Asamblea Nacional."
- Artículo 4 de los Artículos Adicionales Sexto de la Constitución (Efectivo 2000 a 2005):

"El territorio de la República de China, definido por sus fronteras nacionales existentes, no se modificará a menos que se inicie a propuesta de una cuarta parte de todos los miembros del Yuan Legislativo, aprobada por tres cuartas partes de los miembros del Yuan Legislativo presente en una reunión que requiere un quórum de tres cuartos de todos los miembros, y aprobado por tres cuartos de los delegados a la Asamblea Nacional presentes en una reunión que requiere un quórum de dos tercios de todos los delegados."
- Artículo 4 de los Artículos Adicionales de la Constitución (Efectivo desde 2005 hasta el presente):

"El territorio de la República de China, definido por sus fronteras nacionales existentes, no se alterará a menos que se inicie a propuesta de una cuarta parte del total de miembros del Yuan Legislativo, aprobada por al menos tres cuartas partes de los miembros presentes en un reunión a la que asistieron al menos tres cuartas partes del total de miembros del Yuan Legislativo, y sancionada por los electores en el área libre de la República de China en un referéndum celebrado al expirar un período de seis meses de anuncio público de la propuesta, en la que el número de votos válidos a favor supera la mitad del número total de electores."

De acuerdo con esta posición legal, la legislación aprobada por el Yuan Legislativo es firmada por el Presidente de la República de China. Solo los votantes que residen en el área libre son elegibles para votar y ser elegidos en las elecciones de la República de China.

## Evolución de la política

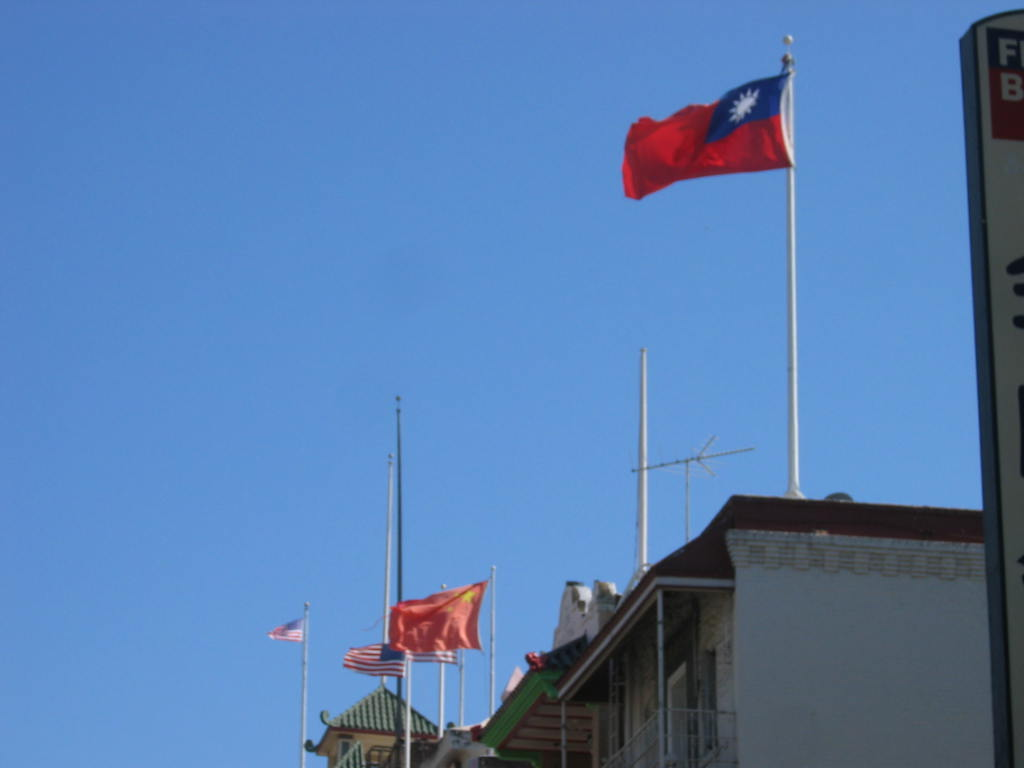
Bandera de la República de China (derecha) y la República Popular de China ondeando juntas en Chinatown, San Francisco, revelando diferentes puntos de vista políticos de los chinos de ultramar.

Una interpretación, que se adoptó durante la Guerra Fría, es que la República Popular China o la República de China es el único gobierno legítimo de toda China y que el otro gobierno es ilegítimo. Si bien gran parte del bloque occidental mantuvo relaciones con la República de China hasta la década de 1970 bajo esta política, gran parte del bloque oriental mantuvo relaciones con la República Popular China. Si bien el gobierno de la República de China se consideraba a sí mismo el restante obstáculo del gobierno legítimo de un país invadido por lo que consideraba rebeldes comunistas, la República Popular de China afirmó haber sucedido a la República de China en la guerra civil china. Aunque la República de China ya no se presenta a sí misma como el único gobierno legítimo de China, la posición de la República Popular China se mantuvo sin cambios hasta principios de la década de 2000, cuando la República Popular China comenzó a suavizar su posición sobre este tema para promover la reunificación china.
La posición revisada de la República Popular China quedó clara en la Ley Antisecesión de 2005, que aunque afirma que hay una China cuya soberanía es indivisible, no identifica explícitamente a esta China con la República Popular China. Casi todas las leyes de la República Popular China tienen un sufijo "de la República Popular China" (prefijo en la gramática china) en sus nombres oficiales, pero la Ley Antisecesión es una excepción. Beijing no ha hecho declaraciones importantes después de 2004 que identifiquen a una China con la República Popular China y ha cambiado ligeramente su definición de una China para abarcar un concepto llamado 'Consenso de 1992': ambos lados del estrecho de Taiwán reconocen que solo hay una China: ambos continentes China y Taiwán pertenecen a la misma China, pero están de acuerdo en diferir en la definición de qué China.
Una interpretación de una China es que solo existe una región geográfica de China, que se dividió entre dos gobiernos chinos durante la guerra civil china. Esta es en gran parte la posición de los actuales partidarios de la reunificación china en China continental, que creen que "una China" debería reunirse finalmente bajo un solo gobierno. A partir de 2005, esta posición se ha acercado lo suficiente a la posición de la República Popular China, lo que permite un diálogo de alto nivel entre el Partido Comunista de China y la Coalición Pan-Azul de la República de China.

### Posición política en la República Popular China

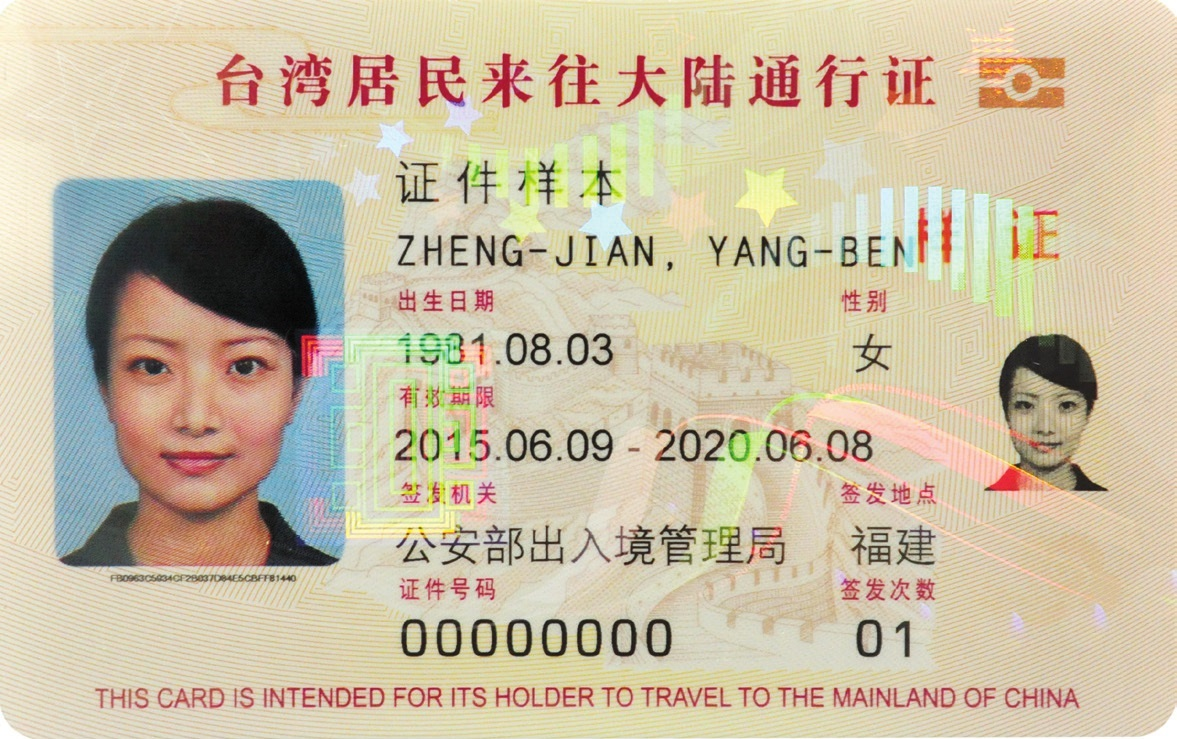
Documento de viaje especial emitido por la República Popular China para un ciudadano de la República de China que desee ingresar a China continental.

En la práctica, las fuentes oficiales y los medios de comunicación estatales nunca se refieren al "gobierno de la República de China" y rara vez al "gobierno de Taiwán". En cambio, se hace referencia al gobierno de Taiwán como las "autoridades de Taiwán". La República Popular China no acepta ni sella los pasaportes de la República de China. En cambio, un residente de Taiwán que visite China continental debe usar un Permiso de entrada de compatriota de Taiwán. Hong Kong otorga entrada sin visado a los titulares de un permiso; mientras que los titulares de un pasaporte de la República de China deben solicitar un registro previo a la llegada. Macao concede la entrada sin visado a los titulares tanto del permiso como del pasaporte.

### Posición política en la República de China

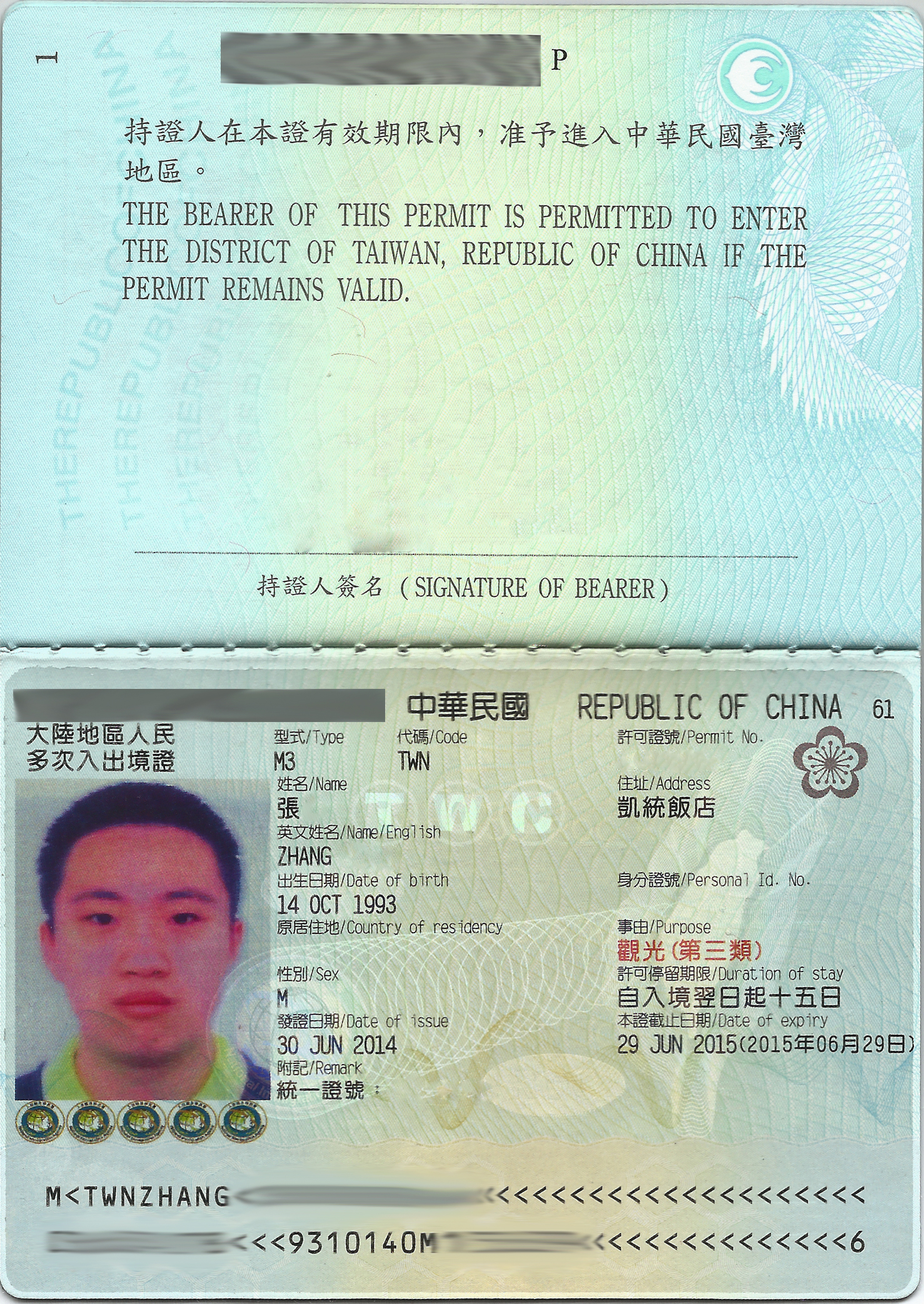
Permiso de entrada y salida emitido por la República de China, para un ciudadano de la República Popular China que desee ingresar a Taiwán.

La única declaración oficial de la República de China sobre su interpretación del Principio de Una China se remonta al 1 de agosto de 1992. En ese momento, el Consejo Nacional de Unificación de la República de China expresó la interpretación de la República de China del principio como:
1. Los dos lados del Estrecho tienen opiniones diferentes sobre el significado de "una China". Para Beijing, "una China" significa "la República Popular China (RPC)", y Taiwán se convertirá en una "Región Administrativa Especial" después de la unificación. Taipéi, por otro lado, considera que "Una sola China" significa la República de China (RDC), fundada en 1912 y con soberanía de jure sobre toda China. Sin embargo, la República de China de hoy en día sólo tiene jurisdicción sobre Taiwán, Penghu, Kinmen y Matsu. Taiwán es parte de China y China continental también es parte de China.
2. Desde 1949, China se ha dividido temporalmente y cada lado del Estrecho de Taiwán está administrado por una entidad política separada. Esta es una realidad objetiva que ninguna propuesta de unificación de China puede pasar por alto.
3. En febrero de 1991, el gobierno de la República de China, tratando resueltamente de establecer un consenso e iniciar el proceso de unificación, adoptó las "Directrices para la unificación nacional". Esto se hizo para mejorar el progreso y el bienestar de la gente y la prosperidad de la nación. El gobierno de la República de China espera sinceramente que las autoridades del continente adopten una actitud pragmática, hagan a un lado los prejuicios y cooperen para contribuir con su sabiduría y energías a la construcción de una China libre, democrática y próspera.

Sin embargo, el consenso político y la opinión pública en Taiwán ha evolucionado desde 1992. Existe una diferencia significativa entre el reconocimiento y la comprensión de cada facción del principio de Una China. Los partidos de la Coalición Pan-Azul, que consisten en el Kuomintang, el Partido El Pueblo Primero y el Partido Nuevo, aceptan el principio de Una China. En particular, el expresidente de la República de China, Ma Ying-jeou, declaró en 2006, cuando era presidente del Kuomintang, que "Una China es la República de China". Hasta la década de 1990, el gobierno declaró activamente que la República de China es la única "Una China" legítima, mientras que la República de China es ilegítima.
Los partidos de la Coalición Pan-Verde, que consisten en el Partido Democrático Progresista (DPP) y la Unión de Solidaridad de Taiwán, son más hostiles a la política, ya que ven a Taiwán como un país separado de China. El expresidente de la República de China, Chen Shui-bian del DPP, considera la aceptación del principio de "Una China" como una capitulación ante la República Popular China, y prefiere verlo como nada más que un tema de discusión, en oposición a la insistencia de la República Popular China de que el principio de "Una China" es un requisito previo para cualquier negociación.
Cuando la República de China estableció relaciones diplomáticas con Kiribati en 2003, la República de China declaró oficialmente que Kiribati podía seguir manteniendo relaciones diplomáticas con la República Popular China.[cita requerida] Sin embargo, a pesar de la declaración, todos los países que mantienen vínculos oficiales con Taipéi continúan reconociendo a la República de China como el único gobierno legítimo de China.
La República de China no reconoce ni sella los pasaportes de la República Popular China. En cambio, los residentes chinos que visiten Taiwán y otros territorios bajo la jurisdicción de la República de China deben utilizar un permiso de entrada y salida emitido por las autoridades de la República de China.

## Relaciones diplomáticas

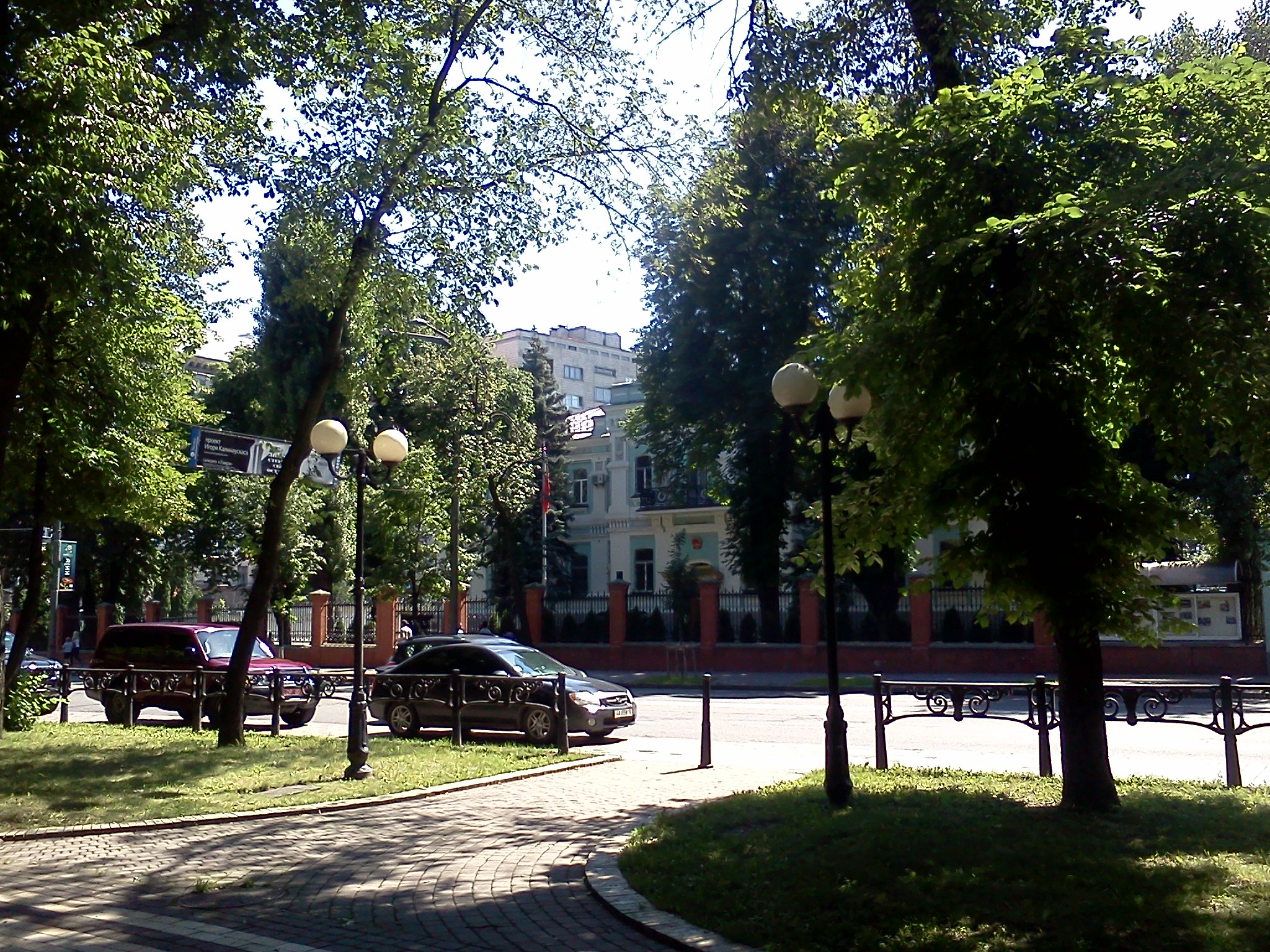
Embajada de la República Popular China en Kiev, Ucrania. Ucrania no reconoce a la República de China.

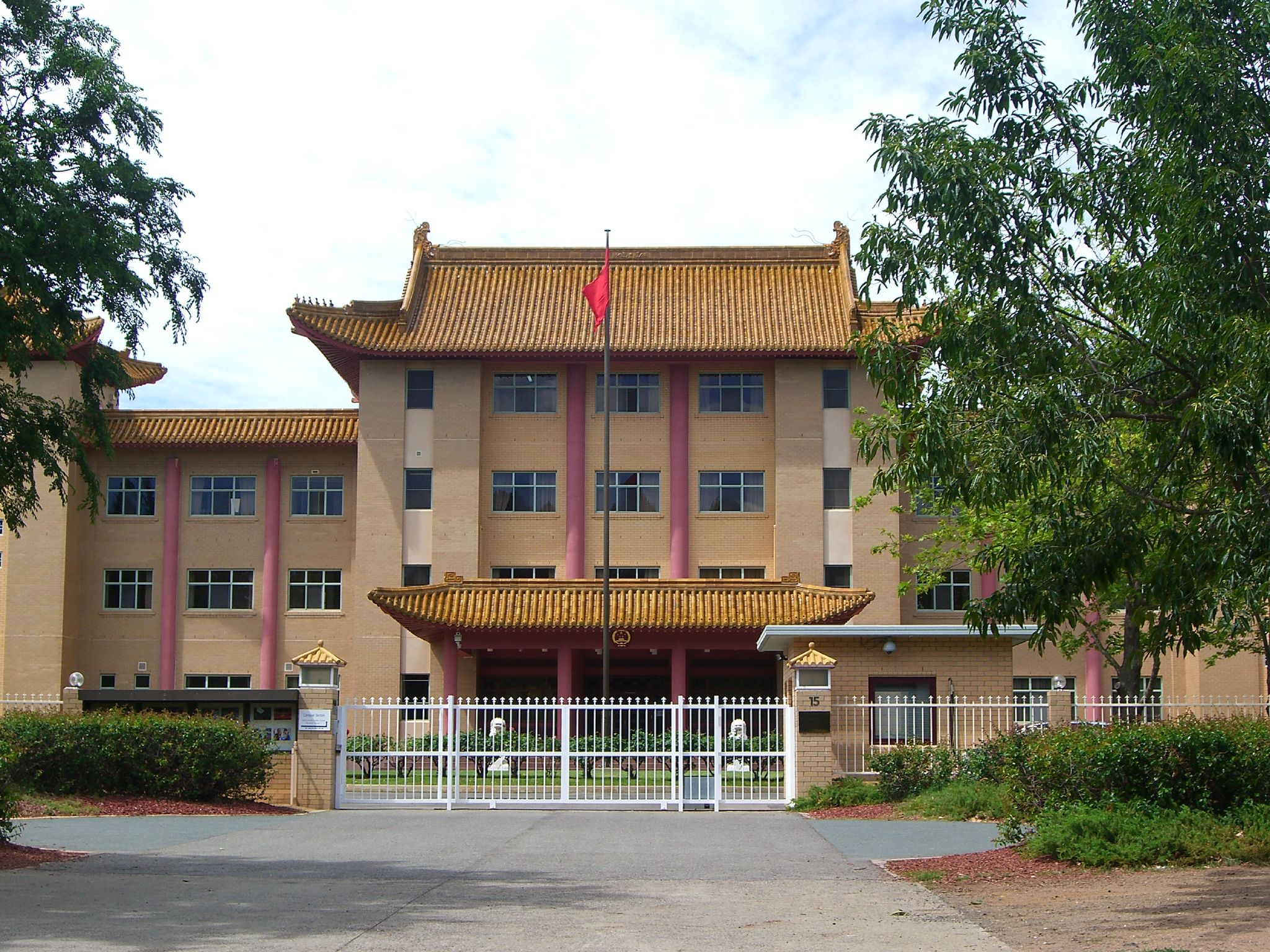
Embajada de la República Popular China en Canberra, Australia. Australia no reconoce oficialmente a la República de China, aunque tiene relaciones extraoficiales con ella.

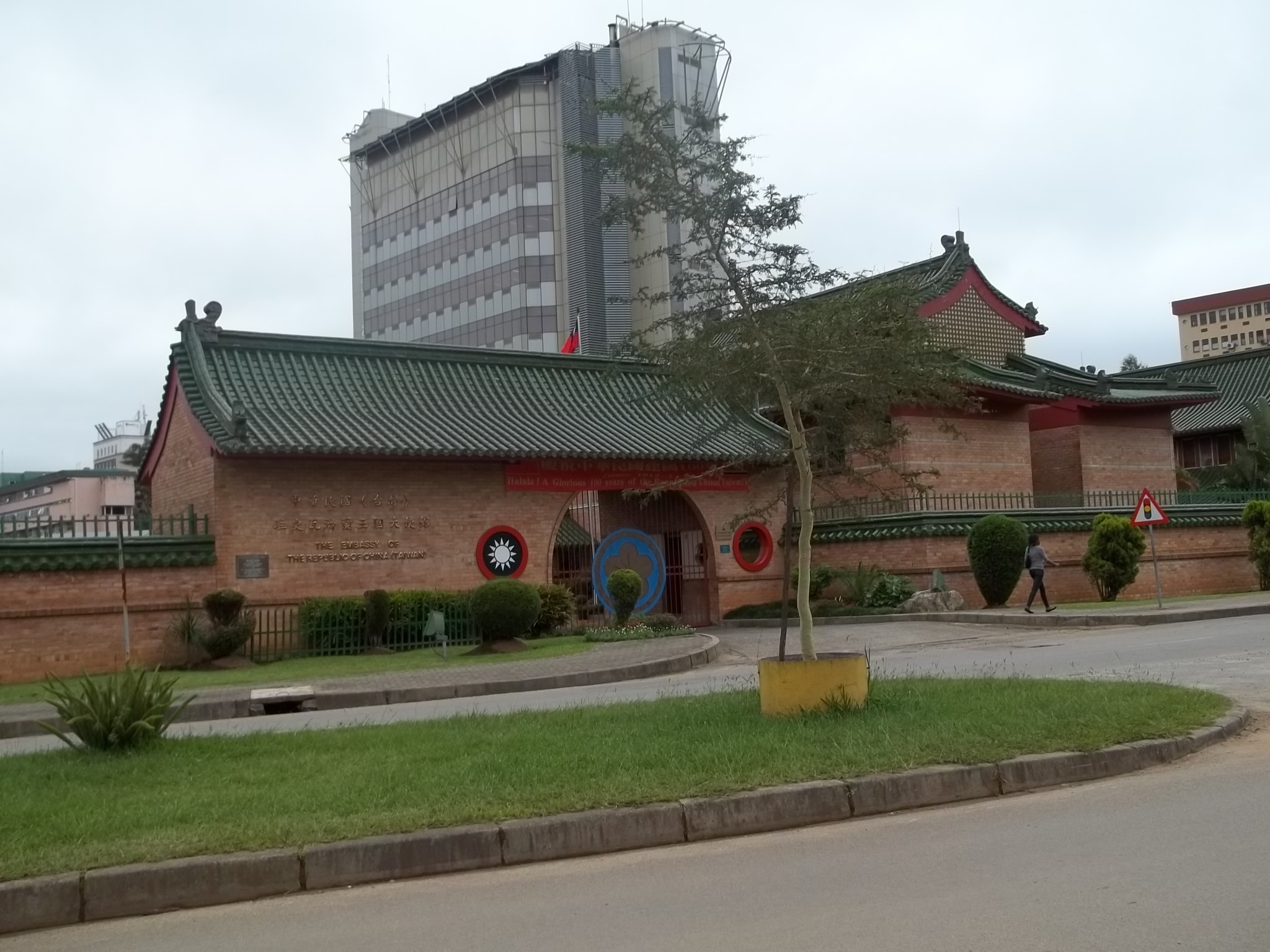
Embajada de la República de China en Mbabane, Eswatini. Eswatini no reconoce la República Popular China.

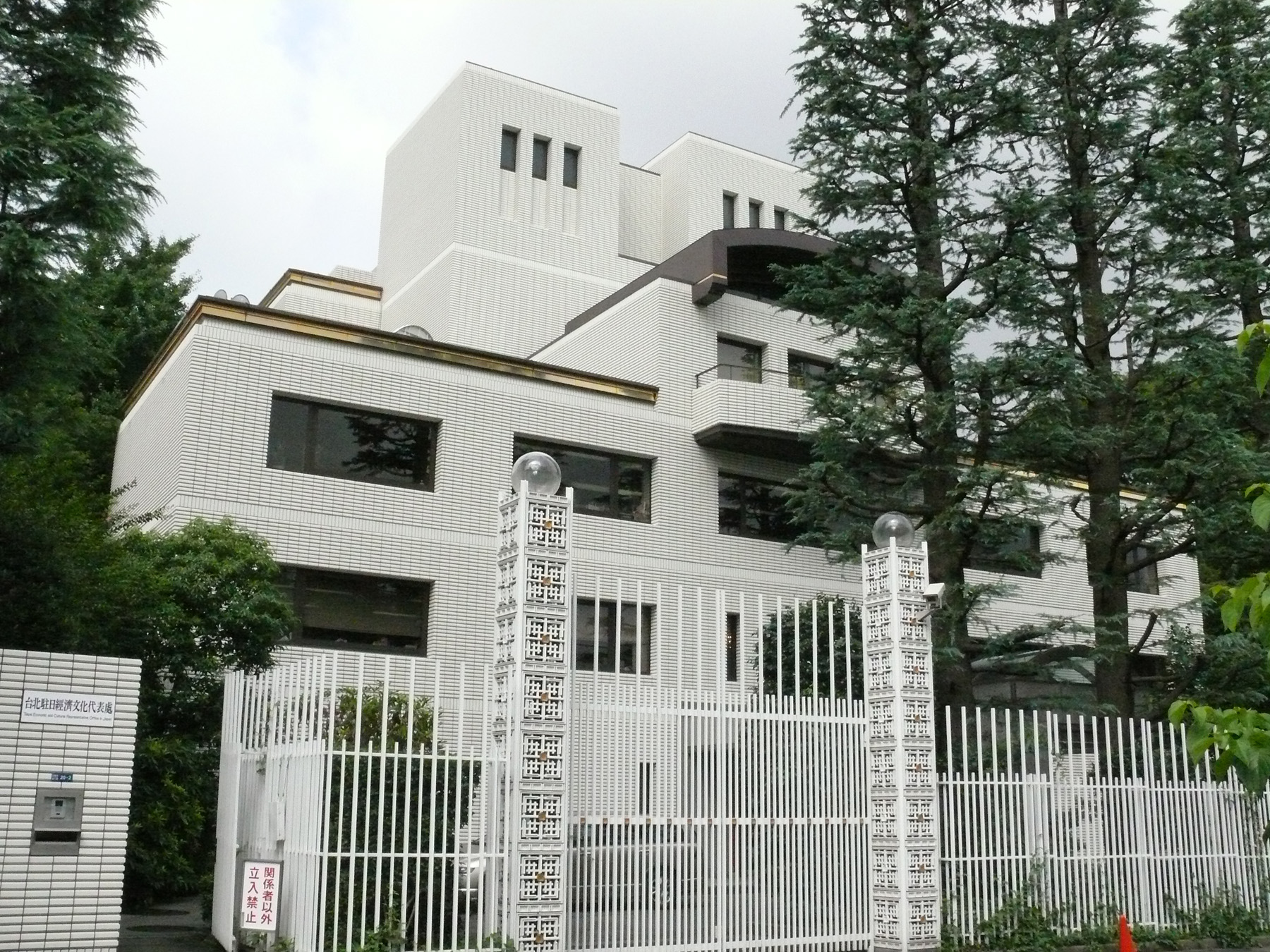
Oficina económica y cultural de la República de China en Tokio, Japón. Japón reconoce a la República Popular China, aunque también tiene relaciones informales con la República de China.

El Principio de Una China también es un requisito para que cualquier entidad política establezca relaciones diplomáticas con la República Popular China. La República Popular China ha intentado tradicionalmente que las naciones reconozcan que "el Gobierno de la República Popular China es el único gobierno legal de China y Taiwán es una parte inalienable del territorio de la República Popular China". Sin embargo, muchas naciones no están dispuestas a hacer esta declaración en particular y, a menudo, hubo un esfuerzo prolongado para encontrar un lenguaje con respecto a una China que sea aceptable para ambas partes. Casi todos los países utilizan términos como "respeta", "reconocer", "comprender", "tomar nota de", que no reconocen la soberanía de la República Popular China sobre Taiwán y otros territorios gobernados por la República de China. Esta ambigüedad estratégica en el lenguaje utilizado proporciona la base para que los países tengan vínculos formales con la República Popular de China y mantengan vínculos no oficiales con la República de China.
La política del gobierno de la República Popular China exige que cualquier país que desee establecer una relación diplomática con la República Popular China debe primero interrumpir cualquier relación formal con la República de China. Según el Foro Fletcher de Asuntos Mundiales, "el no reconocimiento del gobierno taiwanés es un requisito previo para mantener relaciones diplomáticas formales con la República Popular China Plantilla: efecto Mdashin que obliga a otros gobiernos a elegir entre Beijing y Taipei." Para competir por el reconocimiento de otros países, cada gobierno chino ha dado dinero a algunos países pequeños. Tanto los gobiernos de la República Popular China como los de la República de China se han acusado mutuamente de diplomacia monetaria. Varios países pequeños de África y el Caribe han establecido y discontinuado relaciones diplomáticas con ambas partes varias veces a cambio de un enorme apoyo financiero de cada parte.
El nombre "China Taipei" se utiliza en algunos escenarios internacionales, ya que "Taiwán" sugiere que Taiwán es un país separado y "República de China" sugiere que hay dos Chinas y, por lo tanto, ambos violan el Principio de Una China. Taiwán también podría utilizarse como abreviatura de la unión aduanera entre Taiwán, Penghu, Kinmen y Matsu. Por ejemplo, en la Declaración de Política Exterior y de Seguridad Común (PESC) sobre las elecciones de marzo de 2007, emitida en nombre de la Unión Europea y con el apoyo de 37 países, se menciona expresamente a "Taiwán".
La mayoría de los países que reconocen a Beijing eluden el lenguaje diplomático al establecer "Oficinas Comerciales" que representan sus intereses en suelo taiwanés, mientras que el gobierno de la República de China representa sus intereses en el exterior ante TECRO, la Oficina de Representación Económica y Cultural de Taipéi. Estados Unidos (y cualquier otra nación que tenga relaciones diplomáticas con la República Popular China) no tiene relaciones diplomáticas formales con la República de China. En cambio, las relaciones externas se manejan a través de organizaciones nominalmente privadas como el Instituto Americano en Taiwán o la Oficina Comercial Canadiense en Taipéi.
En cuanto a Filipinas, la Embajada no oficial se llama Oficina Económica y Cultural de Manila. Aunque es una oficina cultural y económica, el sitio web dice explícitamente que es la Oficina de Representación de Filipinas en Taiwán. También ofrece diversos servicios consulares, como otorgamiento de visa y tramitación de pasaporte.

### Política de EE. UU.

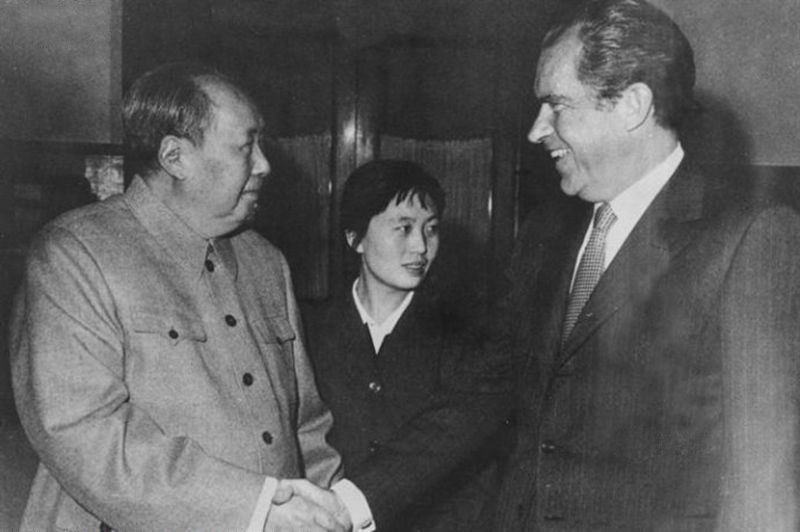
Mao Zedong saluda al presidente de Estados Unidos, Richard Nixon, durante su visita a China en 1972.

En el caso de Estados Unidos, la Política de Una China se declaró por primera vez en el Comunicado de Shanghái de 1972: "Estados Unidos reconoce que los chinos a ambos lados del Estrecho de Taiwán sostienen que hay Una sola China y que Taiwán es parte de China. Estados Unidos no cuestiona esa posición ". Estados Unidos no ha expresado una declaración explícitamente inmutable sobre si cree que Taiwán es independiente o no. En cambio, Washington simplemente afirma que entiende las afirmaciones de la República Popular China sobre Taiwán como propias. De hecho, muchos eruditos[¿quién?] están de acuerdo en que la Política de Una China de Estados Unidos no tenía la intención de complacer al gobierno de la República Popular China, sino como una forma de que Washington condujera las relaciones internacionales en la región, lo que Beijing no declara. Un estudio más reciente sugiere que esta redacción reflejaba el deseo de la administración Nixon de transferir la responsabilidad de resolver la disputa a las "personas más directamente involucradas", es decir, China y Taiwán. Al mismo tiempo, los Estados Unidos evitarían "perjudicar el resultado final" al negarse a respaldar explícitamente las alegaciones de una u otra parte.
En el apogeo de la división sino-soviética y el conflicto chino-vietnamita, y al comienzo de la reforma y apertura de la República Popular China, Estados Unidos cambió estratégicamente el reconocimiento diplomático de la República de China (Taiwán) a la República Popular China (RPC) el 1 de enero de 1979.
Cuando el presidente Jimmy Carter en 1979 rompió relaciones con la República de China a fin de establecer relaciones con la República de China, el Congreso respondió aprobando la Ley de Relaciones de Taiwán que mantenía las relaciones, pero no alcanzó el pleno reconocimiento de la República de China. En 1982, el presidente Ronald Reagan también vio que se adoptaban las Seis Garantías, siendo la quinta que Estados Unidos no reconocería formalmente la soberanía china sobre Taiwán. Sin embargo, la política de Estados Unidos se ha mantenido ambigua. En el Comité de Relaciones Internacionales de la Cámara de Representantes el 21 de abril de 2004, la representante Grace Napolitano (D-CA) le preguntó al subsecretario de Estado para Asuntos de Asia Oriental y el Pacífico, James A. Kelly, si el compromiso del gobierno de los Estados Unidos con la democracia de Taiwán entró en conflicto con la llamada Política de una China. Dijo: "En mi testimonio, expuse el punto" nuestra Una China ", y realmente no lo definí, y no estoy seguro de poder definirlo fácilmente. Puedo decirles lo que no es. no es la política de Una China o el principio de Una China que sugiere Beijing, y puede que no sea la definición que algunos tendrían en Taiwán. Pero transmite un significado de solidaridad entre las personas de ambos lados del estrecho. esa ha sido nuestra política durante mucho tiempo."

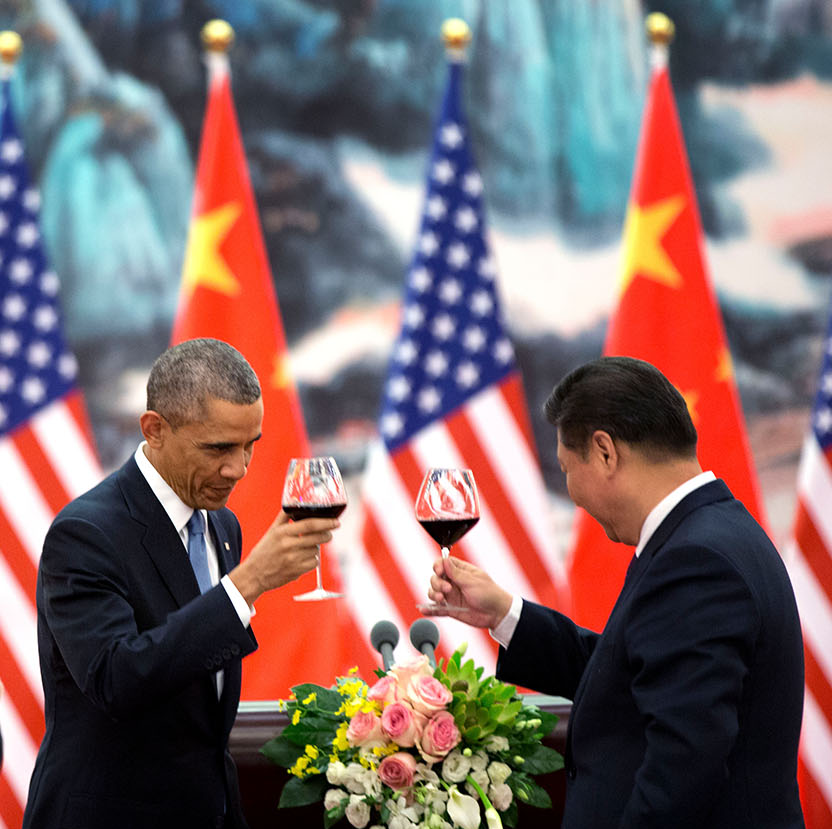
El presidente de Estados Unidos, Barack Obama, y el líder chino, Xi Jinping. Obama apoyó la política de "Una China" durante su administración.

La posición de los Estados Unidos, como se aclara en el informe China / Taiwán: Evolución de la política "Una China" del Servicio de Investigación del Congreso (fecha: 9 de julio de 2007) se resume en cinco puntos:
1. Estados Unidos no declaró explícitamente el estado soberano de Taiwán en los tres comunicados conjuntos de Estados Unidos y la República Popular China de 1972, 1979 y 1982.
2. Estados Unidos "reconoció" la posición de "Una China" de ambos lados del Estrecho de Taiwán.
3. La política estadounidense no ha reconocido la soberanía de la República Popular China sobre Taiwán;
4. La política estadounidense no ha reconocido a Taiwán como país soberano; y
5. La política de Estados Unidos ha considerado inestable el estatus de Taiwán.

Estas posiciones se mantuvieron sin cambios en un informe de 2013 del Servicio de Investigación del Congreso.
El 2 de diciembre de 2016, el presidente electo de Estados Unidos, Donald Trump, y la presidenta de la República de China, Tsai Ing-wen, realizaron una breve llamada telefónica sobre "los estrechos vínculos económicos, políticos y de seguridad entre Taiwán y Estados Unidos". El 6 de diciembre, unos días después de la llamada, Trump dijo que Estados Unidos no está necesariamente obligado por su política de "Una sola China".
El 9 de febrero de 2017, en una larga llamada telefónica, el presidente de Estados Unidos, Donald Trump, y el líder de la República Popular China, Xi Jinping, discutieron numerosos temas y el presidente Trump acordó, a petición de Xi Jinping, honrar la política de "Una sola China".

#### Opinión pública estadounidense sobre la Política de Una China
La opinión pública estadounidense sobre la Política de Una China es mucho más ambigua que las opiniones de las élites políticas y los expertos en políticas estadounidenses. Una encuesta de Pew Research de 2012 encontró que el 84% de los expertos en políticas creían que era muy importante que Estados Unidos construyera una relación sólida con China, mientras que solo el 55% del público en general estuvo de acuerdo con esa afirmación. Esta gran diferencia de acuerdo entre los expertos en políticas y el público estadounidense se ilustra en la llamada telefónica de Donald Trump 25 días después de su toma de posesión al presidente de Taiwán, que rompió una política de décadas que podría ser una expresión de actitudes negativas hacia la República Popular China.
Además, las actitudes populistas estadounidenses hacia la República Popular China son negativas, donde China es vista como un adversario económico más que como un rival amistoso. Una encuesta de Pew Research de 2015 encontró que el 60% de los estadounidenses ven la pérdida de puestos de trabajo en China como muy grave, en comparación con solo el 21% que ve las tensiones entre China y Taiwán como muy graves.  Las tendencias históricas realizadas por Gallup demuestran un aumento en la percepción entre los estadounidenses de que China es la potencia económica líder en el mundo de hoy, con encuestas en 2000 que muestran que solo el 10% está de acuerdo con esa declaración y en 2016, el 50% está de acuerdo con la declaración.

### Relaciones a través del Estrecho
El reconocimiento del Principio de Una China es también un requisito previo por parte del gobierno de la República Popular de China para cualquier diálogo a través del Estrecho que se lleve a cabo con grupos de Taiwán. La política de Una China de la República Popular China rechaza las fórmulas que piden "dos Chinas" o "una China, un Taiwán" y ha declarado que los esfuerzos para dividir la soberanía de China podrían enfrentarse con la fuerza militar.[cita requerida]
La República Popular China ha declarado explícitamente que es flexible en cuanto al significado de "una China", y que "una China" puede no ser necesariamente sinónimo de la República Popular China, y se ha ofrecido a hablar con las partes sobre Taiwán y el gobierno de Taiwán sobre la base del Consenso de 1992 que establece que hay una China, pero que hay diferentes interpretaciones de esa China. Por ejemplo, en las declaraciones del primer ministro Zhu Rongji antes de las elecciones presidenciales de 2000 en Taiwán, afirmó que mientras cualquier poder gobernante en Taiwán acepte el principio de Una China, puede negociar y discutir cualquier cosa libremente.
Sin embargo, el Principio de Una China aparentemente requeriría que Taiwán renunciara formalmente a cualquier posibilidad de independencia taiwanesa y excluiría cualquier fórmula de "una nación, dos estados" similar a las utilizadas en la Ostpolitik alemana o en la reunificación coreana. Chen Shui-bian, presidente de la República de China entre 2000 y 2008 rechazó repetidamente las demandas de aceptar el Principio de Una China y, en cambio, pidió conversaciones para discutir la propia Una China. Con las elecciones de enero y marzo de 2008 en Taiwán y la elección de Ma Ying-jeou como presidente de la República de China, que asumió el cargo el 20 de mayo, se estableció una nueva era de mejores relaciones entre ambos lados del Estrecho de Taiwán. Los funcionarios del KMT visitaron China continental y el ARATS chino se reunió en Beijing con su contraparte taiwanesa, la Straits Exchange Foundation. Por tanto, se establecieron vuelos chárter directos.
Una China fue la formulación sostenida por el gobierno de la República de China antes de la década de 1990, pero se afirmó que la única China era la República de China en lugar de la República Popular China. Sin embargo, en 1991, el presidente Lee Teng-hui indicó que no desafiaría a las autoridades comunistas a gobernar China continental. Este es un punto significativo en la historia de las relaciones a través del Estrecho en el sentido de que un presidente de la República de China ya no reclama autoridad administrativa sobre China continental. A partir de entonces, el movimiento de independencia de Taiwán obtuvo un impulso político y, bajo la administración de Lee, la cuestión ya no es quién gobierna la China continental, sino quién reclama legitimidad sobre Taiwán y las islas circundantes. En el transcurso de la década de 1990, el presidente Lee pareció alejarse de la formulación de Una China, lo que llevó a muchos a creer que en realidad simpatizaba con la independencia de Taiwán. En 1999, Lee propuso unas relaciones especiales de estado a estado para las relaciones entre China continental y Taiwán, lo que fue recibido con enojo por Beijing, lo que puso fin al diálogo semioficial hasta junio de 2008, cuando se reunieron ARATS y SEF, y en el que el presidente Ma Ying-jeou reiteró el Consenso de 1992 y la interpretación diferente sobre "Una China".
Después de la elección de Chen Shui-bian en 2000, la política del gobierno de la República de China fue proponer negociaciones sin condiciones previas. Si bien Chen no rechazó explícitamente la teoría de los dos estados de Lee, tampoco la apoyó explícitamente. A lo largo de 2001, hubo intentos infructuosos de encontrar una fórmula aceptable para ambas partes, como aceptar "acatar el consenso de 1992". Chen, después de asumir la presidencia del Partido Democrático Progresista en julio de 2002, adoptó una política algo menos ambigua y declaró a principios de agosto de 2002 que "está claro que ambos lados del estrecho son países separados". Esta declaración fue fuertemente criticada por los partidos de la Coalición Pan-Azul de la oposición en Taiwán, que apoyan el Principio de Una China, pero se oponen a definir esta "Una China" como la República Popular China.
La política de Una China se convirtió en un problema durante las elecciones presidenciales de la República de China de 2004. Chen Shui-bian abandonó su ambigüedad anterior y rechazó públicamente el Principio de Una China alegando que implicaría que Taiwán es parte de la República Popular China. Su oponente Lien Chan apoyó públicamente una política de "una China, diferentes interpretaciones", como se hizo en 1992. Al final de las elecciones de 2004, Lien Chan y su compañero de fórmula, James Soong, anunciaron más tarde que no pondrían la unificación final como el objetivo de su política a través del Estrecho y no excluiría la posibilidad de un Taiwán independiente en el futuro. En una entrevista con la oficina de Time Asia antes de las elecciones presidenciales de 2004, Chen utilizó el modelo de Alemania y la Unión Europea como ejemplos de cómo los países pueden unirse, y la Unión Soviética para ilustrar cómo un país puede fragmentarse.
En marzo de 2005, la República Popular China aprobó una Ley Antisecesión que autorizaba el uso de la fuerza para prevenir un "incidente grave" que rompe la política de Una China, pero que al mismo tiempo no identifica a una China con la República Popular y se ofrece a buscar soluciones políticas. En la misma sesión del Congreso de la República Popular China, también se aprobó un gran aumento en el gasto militar, lo que llevó a los miembros del equipo azul a interpretar esas medidas como forzando a la República de China a adherirse a la Política de Una China o, de lo contrario, la República Popular China atacaría.
En abril y mayo de 2005, Lien Chan y James Soong hicieron viajes separados a China continental, durante el cual ambos apoyaron explícitamente el Consenso de 1992 y el concepto de una China y en el que ambos expresaron explícitamente la oposición de sus partidos a la independencia de Taiwán. Aunque el presidente Chen apoyó en un momento los viajes de Lien y Soong para aliviar las tensiones a través del Estrecho, también los atacó por trabajar con el "enemigo" de la República Popular China[cita requerida]. El 28 de abril de 2008, el presidente honorario Lien Chan del entonces opositor Kuomintang visitó Beijing y se reunió con Hu Jintao por cuarta vez desde su histórico encuentro el 29 de abril de 2005 en sus respectivas capacidades como líderes del partido tanto del Partido Comunista de China como del Partido Nacionalista Chino, KMT. Lien también se reunió con Chen Yunlin, director de la Oficina de Asuntos de Taiwán del Consejo de Estado de la República Popular China.
El 28 de mayo de 2008, el presidente del Kuomintang, Wu Po-hsiung, realizó una visita histórica a Beijing, y se reunió y estrechó la mano del Secretario General Comunista Hu Jintao, en el Gran Salón del Pueblo. También visitó el mausoleo de Sun Yat-sen. Hu Jintao pidió reanudar los intercambios y conversaciones, basados en el Consenso de 1992, entre la Asociación para las Relaciones a Través del Estrecho de Taiwán (ARATS) de China continental y la Fundación de Intercambio del Estrecho de Taiwán (SEF), lo antes posible, y resolver prácticamente los problemas relacionados con las dos partes. a través de conversaciones en pie de igualdad. Una vez que se reanude el diálogo ARATS-SEF, se debe dar prioridad a cuestiones como los vuelos fletados de fin de semana a través del Estrecho y la aprobación para los residentes de China continental que viajan a Taiwán, que son la mayor preocupación para las personas en ambos lados del Estrecho. "El KMT ha ganado dos elecciones importantes en Taiwán recientemente", dijo Wu, "lo que mostró que la opinión generalizada del pueblo de Taiwán se identificaba con lo que representaba el KMT, y la mayoría del pueblo de Taiwán está de acuerdo en que los dos lados del estrecho pueden lograr un desarrollo pacífico y una situación en la que todos ganen". Wu también dijo a los periodistas que le había recalcado a Hu que Taiwán necesitaba una presencia internacional. "El pueblo taiwanés necesita un sentido de seguridad, respeto y un lugar en la comunidad internacional", dijo Wu. Hu también fue citado por haber prometido discutir medidas factibles para que Taiwán participe en actividades internacionales, particularmente su participación en las actividades de la Organización Mundial de la Salud.